# 奧赫里德鰍
奧赫里德鰍為輻鰭魚綱鯉形目鰍科的其中一種，分布於歐洲希臘、阿爾巴尼亞、馬其頓、塞爾維亞Drin河至Aoos河流域，包括奧赫里德湖及斯卡達爾湖，體長可達6.8公分，棲息在河川、湖泊沙底質底層水域，生活習性不明。

## 扩展阅读
維基物種上的相關：奧赫里德鰍